# Önningeby
Önningeby är en by i Jomala kommun på Åland. Önningeby har 214 invånare (2017). Här fanns 1886–1914 konstnärskolonin Önningebykolonin. Byn gränsar i väster till Väster- och Österkalmare och i söder finns Lemströms kanal som skiljer kommunerna Jomala och Lemland.
Här finns Önningebymuseet, ett konst- och kulturhistoriskt museum som kretsar kring konstnärskolonin Önningebykolonin och i anslutning till det finns även emigrantmuseeet Sjöbloms emigrant- och torparmuseum.

## Befolkningsutveckling
| Befolkningsutvecklingen i Önningeby 2000–2015 | Befolkningsutvecklingen i Önningeby 2000–2015 | Befolkningsutvecklingen i Önningeby 2000–2015 | Befolkningsutvecklingen i Önningeby 2000–2015 | Befolkningsutvecklingen i Önningeby 2000–2015 |
| --------------------------------------------- | --------------------------------------------- | --------------------------------------------- | --------------------------------------------- | --------------------------------------------- |
|                                               |                                               |                                               |                                               |                                               |
| År                                            |                                               |                                               | Folkmängd                                     |                                               |
| 2000                                          | 2000                                          |                                               | 187                                           |                                               |
| 2005                                          | 2005                                          |                                               | 198                                           |                                               |
| 2010                                          | 2010                                          |                                               | 182                                           |                                               |
| 2015                                          | 2015                                          |                                               | 202                                           |                                               |